# (100433) Hyakusyuko
(100433) Hyakusyuko es un asteroide perteneciente al cinturón de asteroides, descubierto el 24 de mayo de 1996 por Tomimaru Ōkuni desde el Observatorio Astronómico Civil de Nanyo, Yamagata, Japón.

## Designación y nombre
Designado provisionalmente como 1996 KU1. Debe su nombre a Nagai Hyakusyuko, el lago presa ubicado en la prefectura japonesa de Yamagata.

## Características orbitales
Hyakusyuko está situado a una distancia media del Sol de 2,586 ua, pudiendo alejarse hasta 3,464 ua y acercarse hasta 1,709 ua. Su excentricidad es 0,339 y la inclinación orbital 8,779 grados. Emplea 1519 días en completar una órbita alrededor del Sol.

## Características físicas
La magnitud absoluta de Hyakusyuko es 15,7.